# Kilkenny (stacja kolejowa)
Kilkenny MacDonagh  (ang.: Kilkenny MacDonagh Station, irl.: Stáisiún Mhic Donncha) – stacja kolejowa w Kilkenny, w Irlandii.  Obsługiwana jest przez Iarnród Éireann - leży na trasie Dublin  - Waterford. Została otwarta 12 maja 1848, w 1966 roku nazwę stacji z Kilkenny zmieniono na MacDonagh na cześć jednego z liderów powstania wielkanocnego Thomasa MacDonagh.
Sprzed budynku dworca odjeżdżają autobusy Bus Éireann: 007 oraz 073.